# Antiamphipyra
Antiamphipyra là một chi bướm đêm thuộc họ Noctuidae.